# Virginia Centurione Bracelli
Virginia Centurione Bracelli, född 2 april 1587 i Genua, Italien, död 15 december 1651 i Genua, Italien, var en italiensk mystiker och ordensgrundare. Hon kanoniserades av Johannes Paulus II den 18 maj 2003 och vördas som helgon inom Romersk-katolska kyrkan. Hennes helgondag firas den 15 december.
Virginia ville leva ett liv i kloster men tvingades av sin far, som varit hertig i Republiken Genua 1621-1622, att gifta sig med Gaspare Grimaldi Bracelli, vilket hon gjorde den 10 december 1602. Hennes man var berömd och rik men ägnade sig mycket åt hasardspel och syndigt leverne vilket enligt Vatikanen ledde till hans för tidiga död i sjukdom den 13 juni 1607.
Vid tjugo års ålder blev Virginia änka varefter hon vägrade gifta om sig och engagerade sig i sina barns utbildning och välmående. År 1610 började hon verka för de fattiga i Genua genom att donera halva sin förmögenhet till och arbeta med välgörenhet. Efter att hon gift bort sina döttrar ägnade hon sig helt åt att ta hand om föräldralösa, gamla och sjuka och förbättra levnadsvillkoren för fattiga. Krig och farsoter under 1600-talet gjorde hennes hjälp allt viktigare. Den 13 december 1635 fick hon ett officiellt erkännande av den Genuanska republikens senat som också började tillsätta en "beskyddare" som styrde verksamheten.
Hennes varksamhet blev allt större och 1644-1650 formulerade hon regler för det hus för kvinnor som blvivit verksamhetens moderhus. De boende skulle leva i lydnad, fattigdom och tillbedjan. De skulle också arbeta för sitt uppehälle i det offentliga sjukhuset. Med åren fick Virginia allt mindre stöd från de rika personer som hjälpt henne bygga upp verksamheten.
Enligt Vatikanen gav Gud henne lyckorus, visioner, inre röster och andra mystika gåvor. Hon dog den 15 december 1651, 64 år gammal.
Virginia Centurione Bracelli helgonförklarades den 18 maj 2003 tillsammans med Maria De Mattias, Ursula Ledóchowska och Józef Sebastian Pelczar.